# Лапри, Аликс
Алексус Лапри Гейер (англ. Alexus Lapri Geier, род. 6 ноября 1996, Топика, Канзас) — американская актриса, певица и автор песен. Она изображает Эффи Моралес в сериале «Власть в ночном городе» и его продолжении и побочном продукте «Власть Силы II: Призрак».
Она начала свою актёрскую карьеру в 2012 году, сыграв главную роль в нескольких эпизодах сериала «Рид между строк» в роли Натайи. После этого у неё также были роли в таких шоу, как «Красные браслеты» (2014) в роли Куинби, и в крупных кинофильмах, таких как «Охота на воров» (2018), в роли Малоа.

## Биография
Лапри родилась 6 ноября 1996 года в Топика, штат Канзас, переехала в Атланта, штат Джорджия. Лапри, самая старшая из трех детей, начала проявлять интерес к музыке в раннем возрасте. Он брал уроки музыки в Магнитная школа науки и изящных искусств Уильямса. Лапри училась в Профессиональной школе актёрского мастерства Ника Конти, где её назвали лучшей актрисой.

## Фильмография
| Год  |   | Русское название        | Оригинальное название  | Роль         |
| ---- | - | ----------------------- | ---------------------- | ------------ |
| 2012 | с | Рид между строк         | Reed Between the Lines | Натая        |
| 2013 | ф | Козлиный остров         | Standing Up            | Тивана       |
| 2014 | с | Красные браслеты        | Red Band Society       | Куинби       |
| 2017 | ф | Уменьшен                | Downsized              | Мэдисон      |
| 2018 | ф | Охота на воров          | Den of Thieves         | Малоа        |
| 2019 | с | Власть в ночном городе  | Power                  | Эффи Моралес |
| 2020 | с | Власть Силы II: Призрак | Power Book II: Ghost   | Эффи Моралес |